# Telema (гурт)
Telema — український металкор-гурт, сформований у місті Івано-Франківськ на початку 2019 року. У своїй музиці гурт поєднує агресивні гітарні рифи із мелодійними вставками, а також емоційні тексти, що порушують теми внутрішніх переживань, особистого досвіду та соціальних проблем.

## Історія
Гурт Telema був заснований у місті Івано-Франківськ на початку 2019 року братами Тарасом та Романом Фіголями, які раніше вже мали досвід участі у місцевих музичних колективах. 
Першим етапом у діяльності гурту став запис лайв-сесії на студії Frost Magnetic Records навесні 2019 року. Того ж року гурт зіграв свій дебютний концерт в Івано-Франківську. У грудні 2019 року гурт вирушив у свій перший спліт-тур разом із гуртами Sick Solution та Affecting Dissent. 

У 2020 році Telema взяли участь у фестивалі Кайфайнемо в Івано-Франківську, де виступили разом із гуртами Space of Variations, Motanka та Epolets. Восени того ж року гурт розпочав запис свого дебютного повноформатного альбому Lost People Crying Loud .

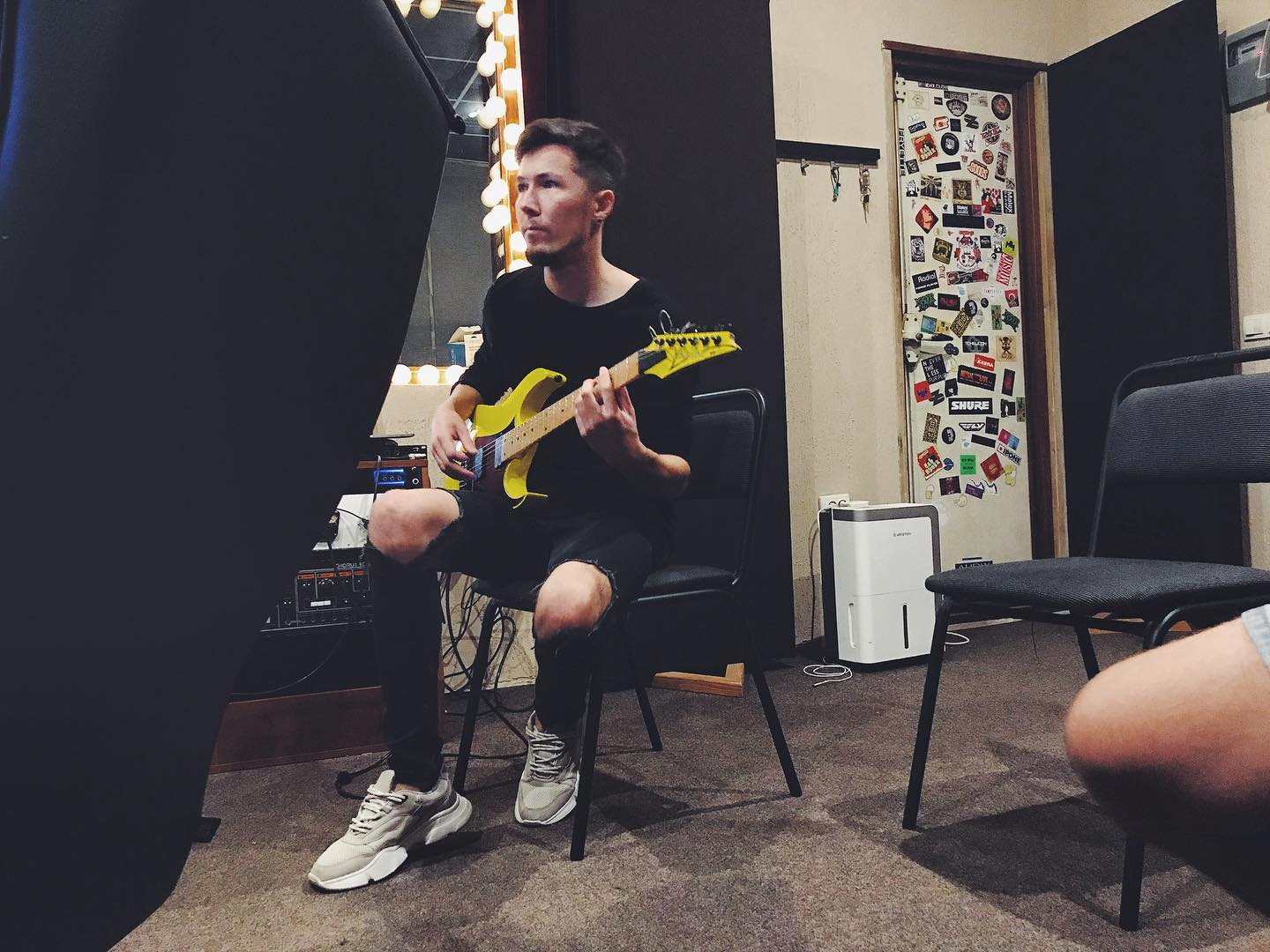
Запис першого альбому на студії Frost Magnetic Records

У 2021 році гурт вирушив у тур як спеціальні гості разом із Grayshapes, які презентували свій альбом Lost At Sea . Наприкінці 2022 року Telema представили нове звучання, випустивши сингл Колотнеча .
2023 рік став продуктивним для гурту: у квітні відбулась колаборація з емо-репером Sleepy Andy, в результаті якої вийшла спільна пісня Відчай , що увійшла до їхнього ЕП Страх. Відчай. Лють. Гнів. Восени гурт вирушив у спліт-тур із Burned Time Machine . Також улітку того ж року відбулася металкор-колаборація гуртів Grayshapes, Burned Time Machine та Telema з піснею Terror .

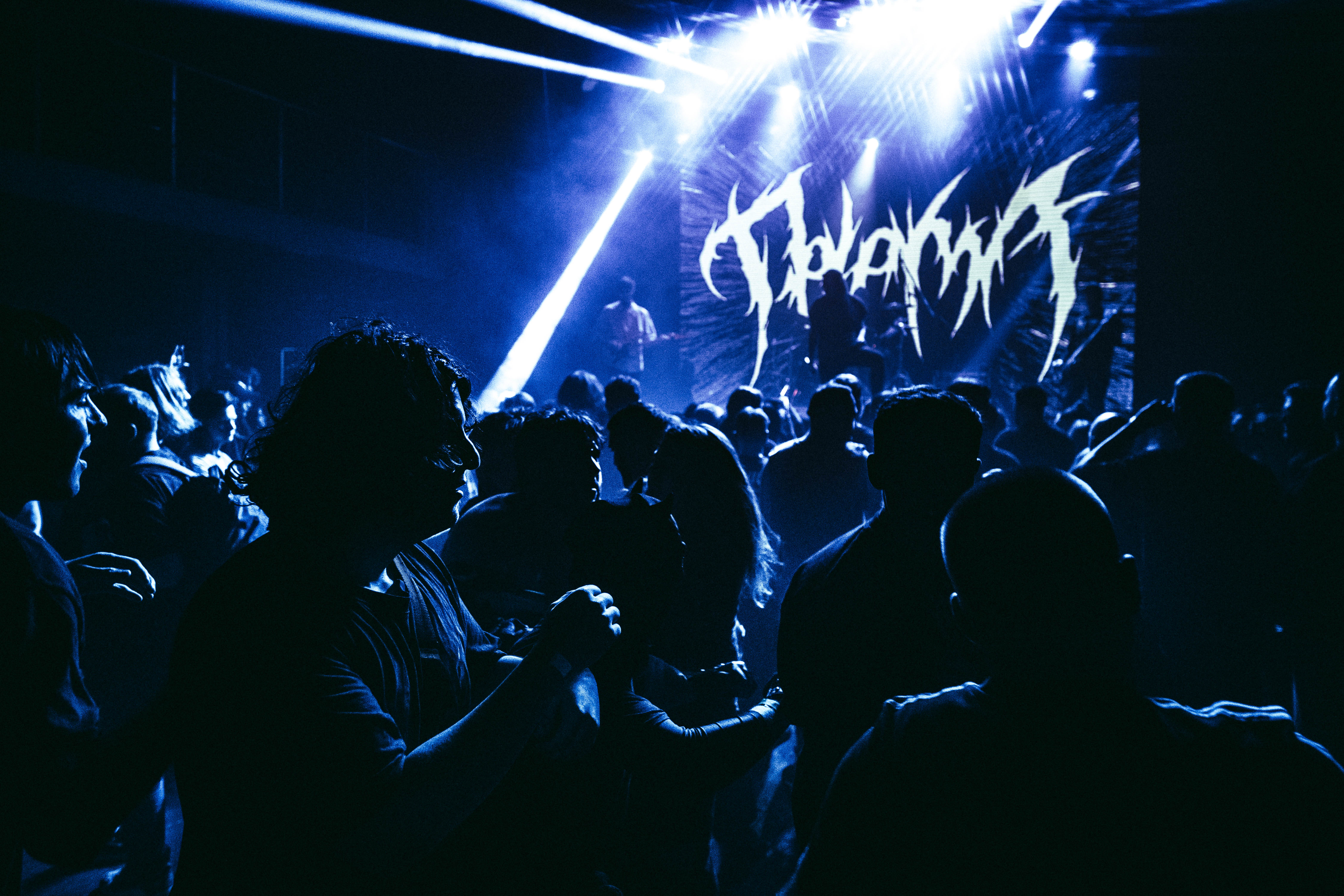
Telema, Київ, 2024

У 2023 році гурт став частиною букінг-агенції Faine Booking, яка почала займатися організацією їхніх виступів та турів . Окрім цього, Telema записали лайв-сесію на студії Rakurs Records у Кривому Розі , а також дали інтерв’ю для цієї студії .

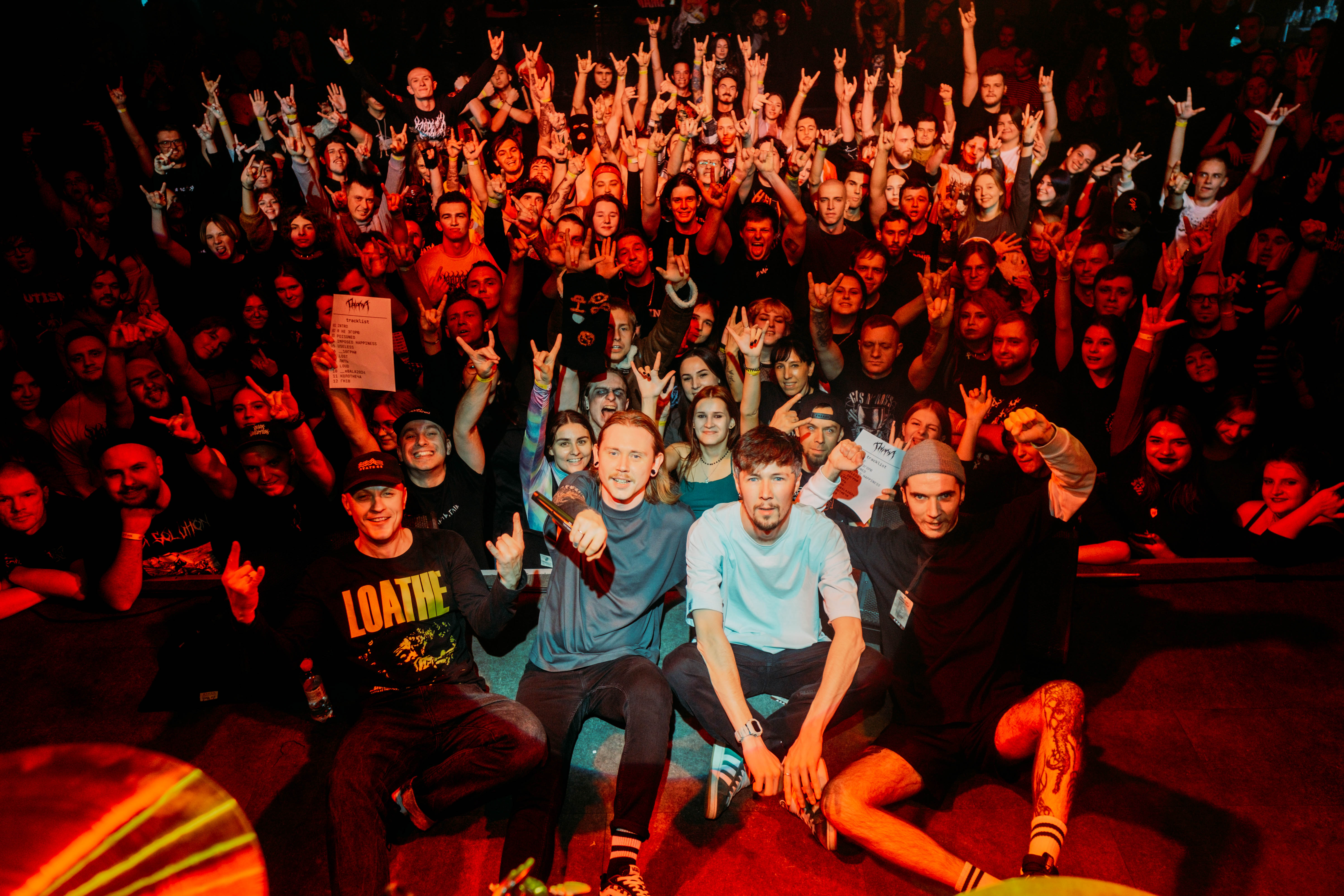
Telema після сету в клубі Atlas, Київ, 2024

У березні 2024 року гурт поїхав у свій перший хедлайн-тур містами України під назвою "Let's Make the Chaos Tour". 
У 2024 році гурт завершив роботу над другим повноформатним альбомом. Напередодні релізу гурт випустив чотири сингли: Кінець, Бедтріп, Карма  та Сліди .  
21 березня 2025 року гурт випустив альбом Пройдисвіт та презентував його в чотирьох містах .

## Склад гурту
- Тарас Фіголь — барабани
- Роман Фіголь — гітара
- Владислав Кулій — вокал
- Андрій Корчагін — бас-гітара

### Колишні учасники
- Олексій Касінчук — бас-гітара
- Петро Загайкевич — гітара

## Дискографія
| Рік  | Назва                      | Тип    | Примітка                                                        |
| ---- | -------------------------- | ------ | --------------------------------------------------------------- |
| 2021 | Lost People Crying Loud    | Альбом |                                                                 |
| 2022 | Колотнеча                  | Сингл  |                                                                 |
| 2023 | Відчай                     | Сингл  | з Sleepy Andy                                                   |
| 2023 | Terror                     | Сингл  | з Grayshapes і Burned Time Machine (в ролі запрошеного артиста) |
| 2023 | Я не згорю                 | Сингл  |                                                                 |
| 2024 | Страх. Відчай. Лють. Гнів. | EP     |                                                                 |
| 2024 | Кінець                     | Сингл  |                                                                 |
| 2024 | Безлад                     | Сингл  | з Garmata Syndicate (в ролі запрошеного артиста)                |
| 2024 | Бедтріп                    | Сингл  |                                                                 |
| 2025 | Карма                      | Сингл  |                                                                 |
| 2025 | Сліди                      | Сингл  |                                                                 |
| 2025 | Пройдисвіт                 | Альбом |                                                                 |

## Відеокліпи
- Колотнеча (2022)
- Пройдисвіт (2025)
- Кошмар (2025)